# National Football League 2021
La stagione NFL 2021 è stata la 102ª stagione sportiva della National Football League, la massima lega professionistica statunitense di football americano. La stagione è iniziata il 9 settembre e si è conclusa con il Super Bowl LVI, che si è disputato il 13 febbraio 2022 al SoFi Stadium di Inglewood, California, vinto dai Los Angeles Rams – giunti al loro secondo titolo – sui Cincinnati Bengals per 23 a 20. Per il secondo anno consecutivo, nonché la seconda volta in assoluto, la squadra vincitrice ha disputato il Super Bowl nello stadio di casa.
Il 30 aprile 2021 fu annunciata l'espansione del calendario della stagione regolare da 16 a 17 gare, il primo allargamento dal 1978.

## Transazioni di mercato

### Free agency
La free agency iniziò il 17 marzo. Tra i giocatori degni di nota ad avere cambiato maglia vi furono:
- Quarterback: Andy Dalton (da Dallas a Chicago), Ryan Fitzpatrick (da Miami a Washington) e Mitchell Trubisky (da Chicago a Buffalo)
- Running back: Matt Breida (da Miami a Buffalo), Rex Burkhead (da New England a Houston), Tevin Coleman (da San Francisco ai New York Jets), James Conner (da Pittsburgh ad Arizona), Kenyan Drake (da Arizona a Las Vegas), Wayne Gallman (dai New York Giants a San Francisco), Mark Ingram (da Baltimore a Houston), Phillip Lindsay (da Denver a Houston) e Damien Williams (da Kansas City a Chicago)
- Wide receiver: Nelson Agholor (da Las Vegas a New England), John Brown (da Buffalo a Las Vegas), Corey Davis (da Tennessee ai New York Jets), Will Fuller (da Houston a Miami), A.J. Green (da Cincinnati ad Arizona), Kenny Golladay (da Detroit ai New York Giants), Marvin Jones (da Detroit a Jacksonville), Cordarrelle Patterson (da Chicago ad Atlanta), Curtis Samuel (da Carolina a Washington), Emmanuel Sanders (da New Orleans a Buffalo) e Sammy Watkins (da Kansas City a Baltimore)
- Tight end: Jared Cook (da New Orleans ai Los Angeles Chargers), Hunter Henry (dai Los Angeles Chargers a New England), Kyle Rudolph (da Minnesota ai New York Giants) e Jonnu Smith (da Tennessee a New England)
- Offensive lineman: Pat Elflein (dai New York Jets a Carolina), Matt Feiler (da Pittsburgh ai Los Angeles Chargers), Eric Fisher (da Kansas City a Indianapolis), Ted Karras (da Miami a New England), Corey Linsley (da Green Bay ai Los Angeles Chargers), Alex Mack (da Atlanta a San Francisco), Riley Reiff (da Minnesota a Cincinnati), Joe Thuney (da New England a Kansas City), Trai Turner (dai Los Angeles Chargers a Pittsburgh), Alejandro Villanueva (da Pittsburgh a Baltimore) e Kevin Zeitler (dai New York Giants a Baltimore).
- Defensive lineman: Jadeveon Clowney (da Tennessee a Cleveland), Maliek Collins (da Las Vegas a Houston), Trey Hendrickson (da New Orleans a Cincinnati), Justin Houston (da Indianapolis a Baltimore), Melvin Ingram (dai Los Angeles Chargers a Pittsburgh), Malik Jackson (da Philadelphia a Cleveland), Carl Lawson (da Cincinnati ai New York Jets), Yannick Ngakoue (da Baltimore a Las Vegas), Aldon Smith (da Dallas a Seattle), Solomon Thomas (da San Francisco a Las Vegas), Dalvin Tomlinson (dai New York Giants a Minnesota), Carlos Watkins (da Houston a Dallas) e J.J. Watt (da Houston ad Arizona)
- Linebacker: Jeremiah Attaochu (da Denver a Chicago), Bud Dupree (da Pittsburgh a Tennessee), Samson Ebukam (dai Los Angeles Rams a San Francisco), Kamu Grugier-Hill (da Miami a Houston), Matthew Judon (da Baltimore a New England), Christian Kirksey (da Green Bay a Houston), Keanu Neal (da Atlanta a Dallas), Kyle Van Noy (da Miami a New England), Denzel Perryman (dai Los Angeles Chargers a Carolina), Haason Reddick (da Arizona a Carolina) e Nick Vigil (dai Los Angeles Chargers a Minnesota)
- Defensive back: Chidobe Awuzie (da Dallas a Cincinnati), A.J. Bouye (da Denver a Carolina), Justin Coleman (da Detroit a Miami), Ronald Darby (da Washington a Denver), Kyle Fuller (da Chicago a Denver), Shaquill Griffin (da Seattle a Jacksonville), Troy Hill (dai Los Angeles Rams a Cleveland), Mike Hilton (da Pittsburgh a Cincinnati), Malik Hooker (da Indianapolis a Dallas), Adoree' Jackson (da Tennessee ai New York Giants), William Jackson III (da Cincinnati a Washington), Janoris Jenkins (da New Orleans a Tennessee), Rayshawn Jenkins (dai Los Angeles Chargers a Jacksonville), John Johnson (dai Los Angeles Rams a Cleveland), Lamarcus Joyner (da Las Vegas ai New York Jets), Damontae Kazee (da Atlanta a Dallas), Desmond King (da Tennessee a Houston), Jalen Mills (da Philadelphia a New England) e Patrick Peterson (da Arizona a Minnesota)
- Kicker: Matt Prater (da Detroit ad Arizona)
- Punter: Matt Haack (da Miami a Buffalo) e Cameron Johnston (da Philadelphia a Houston)

### Scambi
- 17 marzo: Detroit scambiò il QB Matthew Stafford con i Los Angeles Rams per il QB Jared Goff, una scelta del terzo giro del Draft 2021 e una scelta del primo giro del Draft 2022 e 2023.[3]
- 17 marzo: Philadelphia scambiò il QB Carson Wentz con Indianapolis per una scelta del terzo giro del Draft 2021 ed una possibile scelta del secondo giro del Draft 2022.[4]
- 17 marzo: Las Vegas scambiò il C Rodney Hudson e una scelta del settimo giro del Draft 2021 con Arizona per una scelta del terzo giro del Draft 2021.[5]
- 17 marzo: New England scambiò l'OT Marcus Cannon e le scelte del quinto e sesto giro del Draft 2021 con Houston per le scelte del quarto e sesto giro del Draft 2021.[6]
- 17 marzo: Houston scambiò il LB Benardrick McKinney e una scelta del settimo giro del Draft 2021 con Miami per il DE Shaq Lawson e una scelta del sesto giro del Draft 2021.[7]
- 17 marzo: Las Vegas scambiò l'OT Trent Brown e una scelta del quinto giro del Draft 2021 con New England per una scelta del settimo giro del Draft 2021.[8]
- 5 aprile: I New York Jets scambiarono il QB Sam Darnold con Carolina per una scelta del sesto giro del Draft 2021 e le scelte del secondo e quarto giro del Draft 2022.[9]
- 23 aprile: Baltimore scambiò l'OT Orlando Brown Jr., una scelta del secondo giro del Draft 2021 e una scelta del sesto giro del Draft 2022 con Kansas City per le scelte del primo, terzo e quarto giro del Draft 2021 e una scelta del quinto giro del Draft 2022.[10]
- 28 aprile: Carolina scambiò il QB Teddy Bridgewater con Denver per una scelta del sesto giro del Draft 2021.[11]
- 18 maggio: Philadelphia scambiò il CB Jameson Houston e una scelta del sesto giro del Draft 2023 con Jacksonville per il CB Josiah Scott.[12]
- 6 giugno: Atlanta scambiò il WR Julio Jones e una scelta del sesto giro del Draft 2023 con Tennessee per una scelta del secondo giro del Draft 2022 e una scelta del sesto giro del Draft 2023.[13]
- 28 luglio: Houston scambiò il WR Randall Cobb con Green Bay per una scelta del sesto giro del Draft 2022.[14]
- 12 agosto: Jacksonville scambiò il LB Joe Schobert con Pittsburgh per una scelta del sesto giro del Draft 2022.[15]
- 17 agosto: Green Bay scambiò il CB Josh Jackson con i New York Giants per il CB Isaac Yiadom.[16]
- 30 agosto: Cincinnati scambiò il C Billy Price con i New York Giants per il DT B.J. Hill.[17]
- 31 agosto: Baltimore scambiò la G Ben Bredeson e una scelta del quinto giro del Draft 2022 con i New York Giants per una scelta del quarto giro del Draft 2022 e una scelta del settimo giro del Draft 2023.[18]
- 31 agosto: I New York Jets scambiarono il TE Chris Herndon e una scelta del sesto giro del Draft 2022 con Minnesota per una scelta del quarto giro del Draft 2022.[19]
- 8 settembre: Houston scambiò il CB Bradley Roby con New Orleans per una scelta del terzo giro del Draft 2022 e una possibile scelta del sesto giro del Draft 2023.[20]
- 27 settembre: Jacksonville scambiò il CB C.J. Henderson e una scelta del quarto giro del Draft 2022 con Carolina per il TE Dan Arnold e una scelta del terzo giro del Draft 2022.[21]
- 6 ottobre: New England scambiò il CB Stephon Gilmore con Carolina per una scelta del sesto giro del Draft 2023.[22]
- 15 ottobre: Philadelphia scambiò il TE Zach Ertz con Arizona per il CB Tay Gowan e una scelta del quinto giro del Draft 2022.[23]
- 27 ottobre: Houston scambiò il RB Mark Ingram con New Orleans per una scelta del settimo giro del Draft 2024.[24]
- 1º novembre: Denver scambiò il LB Von Miller con i Los Angeles Rams per una scelta del secondo e terzo giro del Draft 2022.[25]
- 2 novembre: Pittsburgh scambiò il LB Melvin Ingram con Kansas City per una scelta del sesto giro del Draft 2022.[26]
- 2 novembre: Kansas City scambiò la G Laurent Duvernay-Tardif con i New York Jets per il TE Daniel Brown.[27]

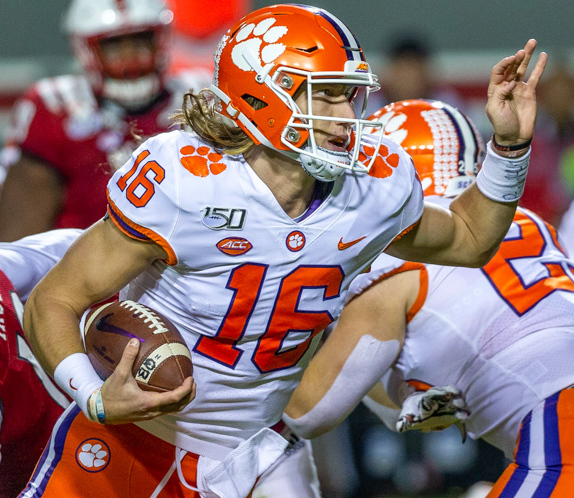
La prima scelta assoluta Trevor Lawrence

### Draft
Il Draft NFL 2021 si è tenuto dal 29 aprile al 1º maggio a Cleveland, Ohio. La prima scelta assoluta era in possesso dei Jacksonville Jaguars, che scelsero il quarterback da Clemson Trevor Lawrence.

### Ritiri degni di nota
- QB Drew Brees - Tredici volte Pro Bowler, cinque volte All-Pro (un first-team, quattro second-team), due volte giocatore offensivo dell'anno (2006 e 2011), vincitore e MVP del Super Bowl XLIV, 2004 Comeback Player of the Year 2004 e Walter Payton NFL Man of the Year 2006. Giocò per i San Diego Chargers e i New Orleans Saints nel corso di 20 anni di carriera.[29][30]
- DT Jurrell Casey - Cinque volte Pro Bowler e una second-team All-Pro. Giocò per Tennessee e Denver durante i 10 anni di carriera.[31]
- LB Thomas Davis - tre volte Pro Bowler, due volte All-Pro (un first-team, un second-team) e Walter Payton Man of the Year 2014. Giocò per Carolina, Los Angeles Chargers e Washington durante 16 anni di carriera.[32]
- WR Julian Edelman - tre volte vincitore del Super Bowl (XLIX, LI e LIII) e MVP del Super Bowl LIII. Giocò per New England per tutti i 12 anni di carriera.[33]
- LB Tamba Hali - sei volte Pro Bowler e due volte second-team All-Pro. Giocò per Kansas City per tutti i 12 anni di carriera.[34]
- G Mike Iupati - quattro volte Pro Bowler e due volte All-Pro (un first-team, un second-team). Giocò per San Francisco, Arizona e Seattle in 11 anni di carriera.[35]
- C Maurkice Pouncey - nove volte Pro Bowler e cinque volte All-Pro (tre first-team, due second-team). Giocò per Pittsburgh per tutti gli 11 anni di carriera.[36]
- C Mike Pouncey - quattro volte Pro Bowler. Giocò per Miami e Los Angeles Chargers nel corso di 10 anni di carriera.[36]
- RB LeSean McCoy – due volte vincitore del Super Bowl (LIV e LV), sei volte Pro Bowler e due volte All-Pro. Giocò per Philadelphia, Buffalo, Kansas City e Tampa Bay nel corso di 12 anni di carriera.[37]
- QB Philip Rivers - otto volte Pro Bowler Comeback Player of the Year 2013. Giocò per i San Diego/Los Angeles Chargers e Indianapolis nel corso di 17 anni di carriera.[38]
- WR Demaryius Thomas - vincitore del Super Bowl 50, cinque volte Pro Bowler e due volte second-team All-Pro. Giocò per Denver, Houston, New England e i New York Jets nel corso di 10 anni di carriera.[39]
- K Adam Vinatieri - quattro volte vincitore del Super Bowl (XXXVI, XXXVIII, XXXIX e XLI), tre volte Pro Bowler e first-team All-Pro. Giocò per New England e Indianapolis nel corso di 24 anni di carriera.[40]
- TE Jason Witten - undici volte Pro Bowler, quattro volte All-Pro (due first-team, due second-team), Walter Payton Man of the Year 2012. Giocò per Dallas e Las Vegas nel corso di 17 anni di carriera.[41]

#### Altri ritiri
- Antoine Bethea[42]
- Morgan Burnett[43]
- Malcolm Butler[44]
- Jake Butt[45]
- Anthony Castonzo[46]
- Anthony Chickillo[47]
- Patrick Chung[48]
- Tyrone Crawford[49]
- Todd Davis[50]
- Patrick DiMarco[51]
- Anthony Fabiano[52]
- Zach Fulton[53]
- Taylor Gabriel[54]
- Marcus Gilbert[55]
- Ted Ginn Jr.[56]

- Ryan Glasgow[57]
- Damon Harrison[58]
- Stephen Hauschka[59]
- Hale Hentges[60]
- Josh Hill[61]
- Kevin Johnson[62]
- Abry Jones[63]
- Johnathan Joseph[64]
- Nick Keizer[65]
- Daniel Kilgore[66]
- Sean Lee[67]
- Alex Lewis[68]
- Dion Lewis[69]
- Joe Looney[70]
- Kyle Love[71]

- Vance McDonald[72]
- Roosevelt Nix[73]
- Greg Olsen[74]
- James Onwualu[75]
- Donald Penn[76]
- Brian Price[77]
- Jordan Reed [78]
- Weston Richburg[79]
- Theo Riddick[80]
- Patrick Robinson[81]
- Jake Rudock[82]
- Bishop Sankey[83]
- Matt Schaub[84]
- Anthony Sherman[85]
- Alex Smith[86]

- Cameron Smith[87]
- Simon Stepaniak[88]
- Alex Tanney[89]
- Kenny Vaccaro[90]
- Jared Veldheer[91]
- Danny Vitale[92]
- T.J. Ward[93]
- Tramon Williams[94]
- Vince Williams[95]
- Derrick Willies[96]
- Luke Willson[97]
- Stefen Wisniewski[98]
- Sam Young[99]
- Anthony Zettel[100]

## Stagione regolare
La stagione regolare è iniziata il 9 settembre 2021 con l'incontro tra i Tampa Bay Buccaneers, vincitori del Super Bowl LV, contro i Dallas Cowboys. Gli accoppiamenti sono stati i seguenti:
Intraconference
- AFC East vs. AFC South
- AFC North vs. AFC West
- NFC East vs. NFC South
- NFC West vs. NFC North

Interconference
- AFC East vs. NFC South
- AFC North vs. NFC North
- AFC South vs. NFC West
- AFC West vs. NFC East

Gara supplementare Interconference
- NFC East contro AFC East
- NFC North contro AFC West
- NFC South contro AFC South
- NFC West contro AFC North

### Risultati stagione regolare
- La qualificazione ai play-off è indicata in verde (tra parentesi è indicato il seed).

| AFC East                 |    |    |   |     |     |     |
| Squadra                  | V  | S  | P | PCT | PF  | PS  |
| (3) Buffalo Bills        | 11 | 6  | 0 | 647 | 483 | 289 |
| (6) New England Patriots | 10 | 7  | 0 | 588 | 462 | 303 |
| Miami Dolphins           | 9  | 8  | 0 | 529 | 341 | 373 |
| New York Jets            | 4  | 13 | 0 | 235 | 310 | 504 |

| NFC East                 |    |    |   |     |     |     |
| Squadra                  | V  | S  | P | PCT | PF  | PS  |
| (3) Dallas Cowboys       | 12 | 5  | 0 | 706 | 530 | 358 |
| (7) Philadelphia Eagles  | 9  | 8  | 0 | 529 | 444 | 385 |
| Washington Football Team | 7  | 10 | 0 | 412 | 335 | 434 |
| New York Giants          | 4  | 13 | 0 | 235 | 258 | 416 |

| AFC North               |    |   |   |     |     |     |
| Squadra                 | V  | S | P | PCT | PF  | PS  |
| (4) Cincinnati Bengals  | 10 | 7 | 0 | 588 | 460 | 376 |
| (7) Pittsburgh Steelers | 9  | 7 | 1 | 559 | 343 | 398 |
| Cleveland Browns        | 8  | 9 | 0 | 471 | 349 | 371 |
| Baltimore Ravens        | 8  | 9 | 0 | 471 | 387 | 392 |

| NFC North             |    |    |   |     |     |     |
| Squadra               | V  | S  | P | PCT | PF  | PS  |
| (1) Green Bay Packers | 13 | 4  | 0 | 765 | 450 | 371 |
| Minnesota Vikings     | 8  | 9  | 0 | 471 | 425 | 426 |
| Chicago Bears         | 6  | 11 | 0 | 353 | 311 | 407 |
| Detroit Lions         | 3  | 13 | 1 | 206 | 325 | 467 |

| AFC South            |    |    |   |     |     |     |
| Squadra              | V  | S  | P | PCT | PF  | PS  |
| (1) Tennessee Titans | 12 | 5  | 0 | 706 | 419 | 354 |
| Indianapolis Colts   | 9  | 8  | 0 | 529 | 451 | 365 |
| Houston Texans       | 4  | 13 | 0 | 235 | 280 | 452 |
| Jacksonville Jaguars | 3  | 14 | 0 | 176 | 253 | 457 |

| NFC South                |    |    |   |     |     |     |
| Squadra                  | V  | S  | P | PCT | PF  | PS  |
| (2) Tampa Bay Buccaneers | 13 | 4  | 0 | 765 | 511 | 353 |
| New Orleans Saints       | 9  | 8  | 0 | 529 | 364 | 335 |
| Atlanta Falcons          | 7  | 10 | 0 | 412 | 313 | 459 |
| Carolina Panthers        | 5  | 12 | 0 | 294 | 304 | 404 |

| AFC West               |    |    |   |     |     |     |
| Squadra                | V  | S  | P | PCT | PF  | PS  |
| (2) Kansas City Chiefs | 12 | 5  | 0 | 706 | 480 | 364 |
| (5) Las Vegas Raiders  | 10 | 7  | 0 | 588 | 384 | 439 |
| Los Angeles Chargers   | 9  | 8  | 0 | 529 | 474 | 469 |
| Denver Broncos         | 7  | 10 | 0 | 412 | 335 | 322 |

| NFC West                |    |    |   |     |     |     |
| Squadra                 | V  | S  | P | PCT | PF  | PS  |
| (4) Los Angeles Rams    | 12 | 5  | 0 | 706 | 460 | 372 |
| (5) Arizona Cardinals   | 11 | 6  | 0 | 647 | 449 | 366 |
| (6) San Francisco 49ers | 10 | 7  | 0 | 588 | 427 | 365 |
| Seattle Seahawks        | 7  | 10 | 0 | 412 | 395 | 366 |

spareggi
1. ↑  I Dolphins hanno finito davanti ai Chargers in base alle vittorie con gli stessi avversari (5-1 contro 2-4).
2. ↑  I Jets hanno finito davanti ai Texans in base alla vittoria nello scontro diretto.
3. ↑  I Cowboys hanno ottenuto il seed 3 sui Rams in base al miglior record di vittorie di conference (10-2 contro 8-4).
4. ↑  Gli Eagles hanno ottenuto il seed 7 sui Saints in base alla vittoria nello scontro diretto.
5. ↑  Washington ha finito davanti ai Seahawks e ai Falcons in base alle vittorie negli scontri diretti.
6. ↑  I Browns hanno finito davanti ai Ravens in base al miglior risultato nella division (3-3 contro 1-5).
7. ↑  I Packers hanno ottenuto il seed 1 sui Buccaneers in base al miglior record di vittorie di conference (9-3 contro 8-4).
8. ↑  I Titans hanno ottenuto il seed 1 sui Chiefs in base alla vittoria nello scontro diretto.
9. ↑  I Colts hanno finito davanti ai Dolphins e ai Chargers al miglior record di vittorie di conference (7-5 contro 6-6).
10. ↑  I Raiders hanno ottenuto il seed 5 sui Patriots in base alle vittorie con gli stessi avversari (5-1 contro 2-4).
11. ↑  I Seahwaks hanno finito davanti ai Falcons in base alle vittorie con gli stessi avversari (4-2 contro 3-3).

## Play-off
I play-off sono incominciati il 15, 16 e 17 gennaio 2022 con il Wild Card Round. Si sono quindi disputati i Divisional Playoff il 22 e il 23 gennaio e i Conference Championship il 30 gennaio. Il Super Bowl LVI si è tenuto il 13 febbraio 2022 al SoFi Stadium di Inglewood, California.

### Seeding
| Seed | American Football Conference             | National Football Conference               |
| ---- | ---------------------------------------- | ------------------------------------------ |
| 1    | Tennessee Titans (vincitori AFC South)   | Green Bay Packers (vincitori NFC North)    |
| 2    | Kansas City Chiefs (vincitori AFC West)  | Tampa Bay Buccaneers (vincitori NFC South) |
| 3    | Buffalo Bills (vincitori AFC East)       | Dallas Cowboys (vincitori NFC East)        |
| 4    | Cincinnati Bengals (vincitori AFC North) | Los Angeles Rams (vincitori NFC West)      |
| 5    | Las Vegas Raiders (Wild Card)            | Arizona Cardinals (Wild Card)              |
| 6    | New England Patriots (Wild Card)         | San Francisco 49ers (Wild Card)            |
| 7    | Pittsburgh Steelers (Wild Card)          | Philadelphia Eagles (Wild Card)            |

### Incontri
| Wild Card Game | Wild Card Game                     | Wild Card Game                     | Wild Card Game                     |                                |                                | Divisional Play-off                | Divisional Play-off                | Divisional Play-off                |            |    | Conference Championship | Conference Championship | Conference Championship |  |  | Super Bowl LVI | Super Bowl LVI | Super Bowl LVI | Super Bowl LVI | Super Bowl LVI |
|                |                                    |                                    |                                    |                                |                                |                                    |                                    |                                    |            |    |                         |                         |                         |  |  |                |                |                |                |                |
|                |                                    |                                    |                                    |                                |                                |                                    |                                    |                                    |            |    |                         |                         |                         |  |  |                |                |                |                |                |
|                | 16 gennaio - Raymond James Stadium | 16 gennaio - Raymond James Stadium | 16 gennaio - Raymond James Stadium |                                |                                | 23 gennaio - Raymond James Stadium | 23 gennaio - Raymond James Stadium | 23 gennaio - Raymond James Stadium |            |    |                         |                         |                         |  |  |                |                |                |                |                |
|                | 7                                  | Philadelphia                       | 15                                 |                                |                                | 23 gennaio - Raymond James Stadium | 23 gennaio - Raymond James Stadium | 23 gennaio - Raymond James Stadium |            |    |                         |                         |                         |  |  |                |                |                |                |                |
|                | 7                                  | Philadelphia                       | 15                                 |                                |                                | 23 gennaio - Raymond James Stadium | 23 gennaio - Raymond James Stadium | 23 gennaio - Raymond James Stadium |            |    |                         |                         |                         |  |  |                |                |                |                |                |
|                | 2                                  | Tampa Bay                          | 31                                 |                                |                                | 23 gennaio - Raymond James Stadium | 23 gennaio - Raymond James Stadium | 23 gennaio - Raymond James Stadium |            |    |                         |                         |                         |  |  |                |                |                |                |                |
|                | 2                                  | Tampa Bay                          | 31                                 | 4                              | L.A. Rams                      | 30                                 |                                    |                                    |            |    |                         |                         |                         |  |  |                |                |                |                |                |
|                |                                    |                                    |                                    | 4                              | L.A. Rams                      | 30                                 | 30 gennaio - SoFi Stadium          |                                    |            |    |                         |                         |                         |  |  |                |                |                |                |                |
|                | 17 gennaio - SoFi Stadium          | 17 gennaio - SoFi Stadium          | 17 gennaio - SoFi Stadium          |                                | 2                              | Tampa Bay                          | 27                                 |                                    |            |    |                         |                         |                         |  |  |                |                |                |                |                |
|                | 17 gennaio - SoFi Stadium          | 17 gennaio - SoFi Stadium          | 17 gennaio - SoFi Stadium          |                                | 2                              | Tampa Bay                          | 27                                 |                                    |            |    |                         |                         |                         |  |  |                |                |                |                |                |
|                | 17 gennaio - SoFi Stadium          | 17 gennaio - SoFi Stadium          | 17 gennaio - SoFi Stadium          |                                |                                |                                    |                                    |                                    |            |    |                         |                         |                         |  |  |                |                |                |                |                |
|                | 5                                  | Arizona                            | 11                                 | 6                              | San Francisco                  | 17                                 |                                    |                                    |            |    |                         |                         |                         |  |  |                |                |                |                |                |
|                | 5                                  | Arizona                            | 11                                 | 6                              | San Francisco                  | 17                                 | 22 gennaio - Lambeau Field         |                                    |            |    |                         |                         |                         |  |  |                |                |                |                |                |
|                | 4                                  | L.A. Rams                          | 34                                 |                                |                                | 4                                  | L.A. Rams                          | 20                                 |            |    |                         |                         |                         |  |  |                |                |                |                |                |
|                | 4                                  | L.A. Rams                          | 34                                 |                                |                                | 4                                  | L.A. Rams                          | 20                                 |            |    |                         |                         |                         |  |  |                |                |                |                |                |
|                |                                    |                                    |                                    |                                |                                |                                    |                                    |                                    |            |    |                         |                         |                         |  |  |                |                |                |                |                |
|                | 16 gennaio - AT&T Stadium          | 16 gennaio - AT&T Stadium          | 16 gennaio - AT&T Stadium          | 6                              | San Francisco                  | 13                                 |                                    |                                    |            |    |                         |                         |                         |  |  |                |                |                |                |                |
|                | 16 gennaio - AT&T Stadium          | 16 gennaio - AT&T Stadium          | 16 gennaio - AT&T Stadium          | 6                              | San Francisco                  | 13                                 |                                    |                                    |            |    |                         |                         |                         |  |  |                |                |                |                |                |
|                | 16 gennaio - AT&T Stadium          | 16 gennaio - AT&T Stadium          | 16 gennaio - AT&T Stadium          | 1                              | Green Bay                      | 10                                 |                                    |                                    |            |    |                         |                         |                         |  |  |                |                |                |                |                |
|                | 6                                  | San Francisco                      | 23                                 | 1                              | Green Bay                      | 10                                 |                                    |                                    |            |    |                         |                         |                         |  |  |                |                |                |                |                |
|                | 6                                  | San Francisco                      | 23                                 | 13 febbraio - SoFi Stadium     |                                |                                    |                                    |                                    |            |    |                         |                         |                         |  |  |                |                |                |                |                |
|                | 3                                  | Dallas                             | 17                                 |                                |                                |                                    |                                    |                                    |            |    |                         |                         |                         |  |  |                |                |                |                |                |
|                | 3                                  | Dallas                             | 17                                 |                                |                                |                                    |                                    |                                    |            |    |                         |                         |                         |  |  |                |                |                |                |                |
|                |                                    |                                    |                                    |                                |                                |                                    |                                    |                                    |            |    |                         |                         |                         |  |  |                |                |                |                |                |
|                | N4                                 | L.A. Rams                          | 23                                 |                                |                                |                                    |                                    |                                    |            |    |                         |                         |                         |  |  |                |                |                |                |                |
|                | N4                                 | L.A. Rams                          | 23                                 |                                |                                |                                    |                                    |                                    |            |    |                         |                         |                         |  |  |                |                |                |                |                |
|                | 16 gennaio - Arrowhead Stadium     | 16 gennaio - Arrowhead Stadium     | 16 gennaio - Arrowhead Stadium     | 23 gennaio - Arrowhead Stadium | 23 gennaio - Arrowhead Stadium | 23 gennaio - Arrowhead Stadium     |                                    | A4                                 | Cincinnati | 20 |                         |                         |                         |  |  |                |                |                |                |                |
|                | 16 gennaio - Arrowhead Stadium     | 16 gennaio - Arrowhead Stadium     | 16 gennaio - Arrowhead Stadium     | 23 gennaio - Arrowhead Stadium | 23 gennaio - Arrowhead Stadium | 23 gennaio - Arrowhead Stadium     |                                    | A4                                 | Cincinnati | 20 |                         |                         |                         |  |  |                |                |                |                |                |
|                | 16 gennaio - Arrowhead Stadium     | 16 gennaio - Arrowhead Stadium     | 16 gennaio - Arrowhead Stadium     | 23 gennaio - Arrowhead Stadium | 23 gennaio - Arrowhead Stadium | 23 gennaio - Arrowhead Stadium     |                                    |                                    |            |    |                         |                         |                         |  |  |                |                |                |                |                |
|                | 7                                  | Pittsburgh                         | 21                                 | 23 gennaio - Arrowhead Stadium | 23 gennaio - Arrowhead Stadium | 23 gennaio - Arrowhead Stadium     |                                    |                                    |            |    |                         |                         |                         |  |  |                |                |                |                |                |
|                | 7                                  | Pittsburgh                         | 21                                 | 23 gennaio - Arrowhead Stadium | 23 gennaio - Arrowhead Stadium | 23 gennaio - Arrowhead Stadium     |                                    |                                    |            |    |                         |                         |                         |  |  |                |                |                |                |                |
|                | 2                                  | Kansas City                        | 42                                 | 23 gennaio - Arrowhead Stadium | 23 gennaio - Arrowhead Stadium | 23 gennaio - Arrowhead Stadium     |                                    |                                    |            |    |                         |                         |                         |  |  |                |                |                |                |                |
|                | 2                                  | Kansas City                        | 42                                 | 3                              | Buffalo                        | 36                                 |                                    |                                    |            |    |                         |                         |                         |  |  |                |                |                |                |                |
|                |                                    |                                    |                                    | 3                              | Buffalo                        | 36                                 | 30 gennaio - Arrowhead Stadium     |                                    |            |    |                         |                         |                         |  |  |                |                |                |                |                |
|                | 15 gennaio - Highmark Stadium      | 15 gennaio - Highmark Stadium      | 15 gennaio - Highmark Stadium      |                                | 2                              | Kansas City                        | 42                                 |                                    |            |    |                         |                         |                         |  |  |                |                |                |                |                |
|                | 15 gennaio - Highmark Stadium      | 15 gennaio - Highmark Stadium      | 15 gennaio - Highmark Stadium      |                                | 2                              | Kansas City                        | 42                                 |                                    |            |    |                         |                         |                         |  |  |                |                |                |                |                |
|                | 15 gennaio - Highmark Stadium      | 15 gennaio - Highmark Stadium      | 15 gennaio - Highmark Stadium      |                                |                                |                                    |                                    |                                    |            |    |                         |                         |                         |  |  |                |                |                |                |                |
|                | 6                                  | New England                        | 17                                 | 4                              | Cincinnati                     | 27                                 |                                    |                                    |            |    |                         |                         |                         |  |  |                |                |                |                |                |
|                | 6                                  | New England                        | 17                                 | 4                              | Cincinnati                     | 27                                 | 22 gennaio - Nissan Stadium        |                                    |            |    |                         |                         |                         |  |  |                |                |                |                |                |
|                | 3                                  | Buffalo                            | 47                                 |                                |                                | 2                                  | Kansas City                        | 24                                 |            |    |                         |                         |                         |  |  |                |                |                |                |                |
|                | 3                                  | Buffalo                            | 47                                 |                                |                                | 2                                  | Kansas City                        | 24                                 |            |    |                         |                         |                         |  |  |                |                |                |                |                |
|                |                                    |                                    |                                    |                                |                                |                                    |                                    |                                    |            |    |                         |                         |                         |  |  |                |                |                |                |                |
|                | 15 gennaio - Paul Brown Stadium    | 15 gennaio - Paul Brown Stadium    | 15 gennaio - Paul Brown Stadium    | 4                              | Cincinnati                     | 19                                 |                                    |                                    |            |    |                         |                         |                         |  |  |                |                |                |                |                |
|                | 15 gennaio - Paul Brown Stadium    | 15 gennaio - Paul Brown Stadium    | 15 gennaio - Paul Brown Stadium    | 4                              | Cincinnati                     | 19                                 |                                    |                                    |            |    |                         |                         |                         |  |  |                |                |                |                |                |
|                | 15 gennaio - Paul Brown Stadium    | 15 gennaio - Paul Brown Stadium    | 15 gennaio - Paul Brown Stadium    | 1                              | Tennessee                      | 16                                 |                                    |                                    |            |    |                         |                         |                         |  |  |                |                |                |                |                |
|                | 5                                  | Las Vegas                          | 19                                 | 1                              | Tennessee                      | 16                                 |                                    |                                    |            |    |                         |                         |                         |  |  |                |                |                |                |                |
|                | 5                                  | Las Vegas                          | 19                                 |                                |                                |                                    |                                    |                                    |            |    |                         |                         |                         |  |  |                |                |                |                |                |
|                | 4                                  | Cincinnati                         | 26                                 |                                |                                |                                    |                                    |                                    |            |    |                         |                         |                         |  |  |                |                |                |                |                |
|                | 4                                  | Cincinnati                         | 26                                 |                                |                                |                                    |                                    |                                    |            |    |                         |                         |                         |  |  |                |                |                |                |                |

### Vincitore
| Vincitori del Super Bowl LVI Los Angeles Rams 4º titolo (2º Super Bowl) |

## Cambi di allenatore

### Prima dell'inizio della stagione
| Squadra              | Allenatore 2020 | Interim 2020   | Nuovo allenatore | Ragione       |
| -------------------- | --------------- | -------------- | ---------------- | ------------- |
| Atlanta Falcons      | Dan Quinn       | Raheem Morris  | Arthur Smith     | Licenziamento |
| Detroit Lions        | Matt Patricia   | Darrell Bevell | Dan Campbell     | Licenziamento |
| Houston Texans       | Bill O'Brien    | Romeo Crennell | David Culley     | Licenziamento |
| Jacksonville Jaguars | Doug Marrone    | Doug Marrone   | Urban Meyer      | Licenziamento |
| Los Angeles Chargers | Anthony Lynn    | Anthony Lynn   | Brandon Staley   | Licenziamento |
| New York Jets        | Adam Gase       | Adam Gase      | Robert Saleh     | Licenziamento |
| Philadelphia Eagles  | Doug Pederson   | Doug Pederson  | Nick Sirianni    | Licenziamento |

### Durante la stagione
| Squadra              | Allenatore  | Ragione       | Sostituto ad interim |
| -------------------- | ----------- | ------------- | -------------------- |
| Las Vegas Raiders    | Jon Gruden  | Dimissioni    | Rich Bisaccia        |
| Jacksonville Jaguars | Urban Meyer | Licenziamento | Darrell Bevell       |

## Record e traguardi
Settimana 1
- Tom Brady divenne il primo giocatore a disputare 300 partite come titolare in qualsiasi ruolo.[101]
- Jameis Winston passò 145 yard e 5 touchdown, stabilendo un record per il minor numero di yard passate con 5 touchdown. Il precedente primato di 158 yard era detenuto da Eddie LeBaron.[102]

Settimana 2
- Tom Brady stabilì un record per il maggior numero di partite disputate da un quarterback, con 303. Il precedente primato era di Brett Favre.[103]
- Julio Jones divenne il più rapido giocatore a ricevere 13.000 yard, riuscendovi in 137 gare. Il precedente primato di 154 gare era detenuto da Jerry Rice.[104]
- Aaron Rodgers superò John Elway al decimo posto nella lista di tutti i tempi di yard passate in carriera.[105]

Settimana 3
- Justin Tucker stabilì un record NFL segnando un field goal dalla distanza di 66 yard. Il vecchio record di 64 era di Matt Prater.[106]
- Jamal Agnew pareggiò il record per la più lunga giocata nella storia della NFL con un ritorno di un field goal sbagliato per 109 yard in touchdown. Il record era condiviso da Antonio Cromartie e Cordarrelle Patterson.[107]
- Tom Brady divenne il secondo giocatore a passare 80.000 yard in carriera, dopo Drew Brees.[108]
- Matt Ryan divenne il decimo giocatore a passare 350 touchdown in carriera.[109]

Settimana 4
- Ben Roethlisberger divenne l'ottavo giocatore a passare 400 touchdown in carriera.[110]
- Roethlisberger superò Dan Marino al sesto posto per yard passate in carriera.[110]
- Russell Wilson divenne il 18º quarterback con 100 partenze come titolare in carriera.[111]
- Tom Brady divenne il leader di tutti i tempi per yard passate in carriera, superando il record di Drew Brees di 80.358.[112]
- Brady divenne il quarto quarterback a battere tutte le 32 squadre, unendosi a Brees, Brett Favre e Peyton Manning.[113]
- Andy Reid divenne il primo allenatore a vincere 100 partite con due diverse franchigie.[114]

Settimana 5
- Antonio Brown divenne il più rapido giocatore a raggiungere le 900 ricezioni in carriera, riuscendovi in 143 partite. Il precedente record di 149 era di Marvin Harrison.[115]
- Aaron Rodgers superò Dan Marino e Philip Rivers al quinto posto per passaggi da touchdown in carriera.[116]
- Matt Ryan superò Eli Manning all'ottavo posto nella classifica delle yard passate in carriera.[117]
- Ryan divenne il settimo giocatore a raggiungere i 5.000 passaggi completati in carriera.[118]
- I Cleveland Browns divennero la prima squadra della storia a perdere una partita dopo avere segnato 40 punti e non avere perso alcun pallone. Il record precedente in questi casi era di 442–0.[119]
- In tutta la lega, i kicker sbagliarono 13 tentativi di extra point, un nuovo record NFL in un singolo turno.[120]

Settimana 6
- Lamar Jackson stabilì un record per un quarterback sotto i 25 anni con la 35ª vittoria. Il vecchio primato di 34 era detenuto da Dan Marino.[121]

Settimana 7
- Tom Brady divenne il primo giocatore a passare 600 touchdown in carriera.[122]
- Matthew Stafford divenne il 13º giocatore a passare 300 touchdown in carriera.[123]

Settimana 8
- Tom Brady divenne il secondo giocatore a completare 7.000 passaggi in carriera, raggiungendo Drew Brees.
- Brady stabilì i record per gare con almeno 3 touchdown passati e almeno 4 touchdown passati, 98 e 38, rispettivamente. Entrambi i primati appartenevano a Brees.[124]
- Mike White stabilì un record per il maggior numero di passaggi completati nella prima gara da titolare in carriera con 37.[125]

Settimana 10
- Bill Belichick divenne il quarto allenatore a vincere 250 partite con una sola squadra, raggiungendo George Halas, Don Shula e Tom Landry.[126]
- I Tennessee Titans divennero la seconda squadra a vincere cinque partite consecutive contro formazioni che avevano raggiunto i playoff nell'anno precedente, unendosi ai Philadelphia Eagles del 2003.[127]

Settimana 11
- Jonathan Taylor pareggiò il record per il numero di gare consecutive con 100 yard corse e un touchdown su corsa, con otto. Condivide il primato con Lydell Mitchell e LaDainian Tomlinson.[128]
- Christian McCaffrey divenne il giocatore più rapido a raggiungere le 3.000 yard corse e le 3.000 yard ricevute, riuscendovi in 57 gare. Il precedente record di 66 era di Alvin Kamara.[129]
- Tom Brady divenne il primo giocatore a tentare 11.000 passaggi in carriera.

Settimana 12
- Aaron Rodgers superò Philip Rivers all'ottavo posto per vittorie da parte di un quarterback nella stagione regolare, con 135.
- Keenan Allen pareggiò il record di Antonio Brown come giocatore più rapido a raggiungere le 700 ricezioni in carriera, 111 partite.[130]
- Tom Brady superò Ben Roethlisberger al terzo posto per drive vincenti in carriera con 51.[131]
- Ben Roethlisberger superò Philip Rivers al quinto posto della classifica di passaggi completati in carriera.[132]

Settimana 13
- Tom Brady e Rob Gronkowski superarono Philip Rivers e Antonio Gates al secondo posto nella classifica del maggior numero di touchdown lanciati da un quarterback verso lo stesso ricevitore, con 90.[133]
- Adrian Peterson raggiunse Jim Brown al decimo posto nella lista dei touchdown segnati in carriera, con 126.[133]
- I Miami Dolphins divennero la seconda squadra a vincere 5 partite consecutive dopo una striscia negativa di 7 o più partite, dopo i New York Giants del 1994.[133]

Settimana 14
- Tom Brady divenne il leader di tutti i tempi per passaggi completati in carriera, superando i 7.142 di Drew Brees.[134]
- Brady divenne il primo giocatore a passare 700 touchdown in carriera (tra stagione regolare e playoff).[135]
- Justin Herbert divenne il primo giocatore a passare 30 touchdown in ognuna delle sue prime due stagioni.[136]
- Herbert stabilì anche il record per il maggior numero di passaggi completati nelle prime due stagioni. Il precedente primato di 724 era detenuto da Kyler Murray.[136]
- Josh Allen divenne il quarto giocatore della storia a passare 300 yard e correrne 100 yard nella stessa partita, unendosi a Lamar Jackson, Cam Newton e Russell Wilson.[137]

Settimana 15
- Ben Roethlisberger superò Philip Rivers al quinto posto nella classifica di yard passate di tutti i tempi.[138]
- Tom Brady divenne il primo giocatore a venire convocato per 15 Pro Bowl. In precedenza condivideva il record di 14 con altri quattro giocatori.[139]

Settimana 16
- Justin Jefferson stabilì il record per yard ricevute nelle prime due stagioni, terminando con 3.016. Il precedente primato di 2.755 yards era detenuto da Odell Beckham Jr.[140]
- Joe Burrow passò per 525 yard, il quarto risultato di sempre in una singola partita nella storia della NFL.[141]
- Josh Allen divenne il primo giocatore a fare registrare 100 passaggi da touchdown e 20 segnati su corsa nelle sue prime quattro stagioni.[141]
- Dak Prescott divenne il primo giocatore a passare un touchdown a un running back, a un wide receiver, a un tight end e a un offensive lineman nella stessa partita.[142]
- La partita Jacksonville-New York Jets vide due touchdown segnati da degli offensive linemen, la prima volta nella storia che accadde nella stessa partita.[141]
- I Miami Dolphins divennero la prima squadra nella storia della NFL a vincere sette partite consecutive subito dopo averne perse sette consecutive.[143]

Settimana 17
- Ja'Marr Chase stabilì il record per il maggior numero di yard ricevute in una partita da un rookie con 266. Il vecchio record di 255 era detenuto da Jerry Butler.[144]
- Chase stabilì anche un record per yard ricevute da un rookie in una stagione. Il vecchio record di 1.400 era di Justin Jefferson.[145]
- Tom Brady divenne il secondo giocatore a passare 40 touchdown in due stagioni consecutive, raggiungendo Drew Brees.[145]
- Josh Allen divenne il primo giocatore a passare 100 touchdown e a segnarne 30 su corsa nelle prime quattro stagioni.[145]
- Bill Belichick pareggiò il record di Don Shula di 20 stagioni con almeno 10 vittorie.[145]
- Matt LaFleur vinse la sua 39ª gara come capo-allenatore, stabilendo un nuovo primato per un allenatore nelle prime tre stagioni. Il vecchio record di 38 era di George Seifert.[145]

Settimana 18
- Travis Kelce divenne il tight end più rapido della storia a ricevere 9.000 yard, riuscendovi in 127 gare.[146]
- Tom Brady superò il record per passaggi completati in una stagione con 485. Il vecchio primato di 471 era di Drew Brees.[147]
- Brady divenne il più vecchio giocatore a guidare la lega in yard passate e passaggi da touchdown. Brady deteneva già entrambi i primati all'età di 39 anni.[148]
- Brady divenne anche il giocatore più anziano a passare 5.000 yard in una stagione e raggiunse Drew Brees quale unico altro quarterback ad esservi riuscito più di una volta in carriera[149]
- T.J. Watt pareggiò il record di sack in una stagione, con 22,5. Condivide il primato con Michael Strahan.[150]
- Cooper Kupp divenne il quarto giocatore della storia a guidare la lega in ricezioni, yard ricevute e touchdown su ricezione, unendosi a Jerry Rice, Sterling Sharpe e Steve Smith[151]
- Jaylen Waddle stabilì un record per ricezioni in una stagione da parte di un rookie, con 104. Il precedente record di 108 era di Anquan Boldin.[150]
- Mike Evans divenne il primo giocatore nella storia della NFL a ricevere 1.000 yard in ognuna delle sue prime otto stagioni.[150]
- Justin Herbert stabilì un record per il maggior numero di touchdown passati nelle prime due stagioni con 69. Il precedente record di 68 era di Dan Marino.[150]
- Rob Gronkowski stabilì un record per il maggior numero di gare da 100 yard ricevute da parte di un tight end, con 32. Il precedente primato di 31 era di Tony Gonzalez.[150]

## Leader della lega
| Categoria              | Giocatore              | N.         |
| Yard passate           | Tom Brady (TB)         | 5.316 yard |
| Touchdown passati      | Tom Brady (TB)         | 43         |
| Yard corse             | Jonathan Taylor (IND)  | 1.811 yard |
| Touchdown su corsa     | Jonathan Taylor (IND)  | 18         |
| Ricezioni              | Cooper Kupp (LAR)      | 145        |
| Yard ricevute          | Cooper Kupp (LAR)      | 1.947 yard |
| Touchdown su ricezione | Cooper Kupp (LAR)      | 16         |
| Tackle totali          | Foyesade Oluokun (ATL) | 192        |
| Sack                   | T.J. Watt (PIT)        | 22,5       |
| Intercetti             | Trevon Diggs (DAL)     | 11         |
| Fumble forzati         | Darius Leonard (IND)   | 8          |

Fonte:

## Premi

### Premi stagionali

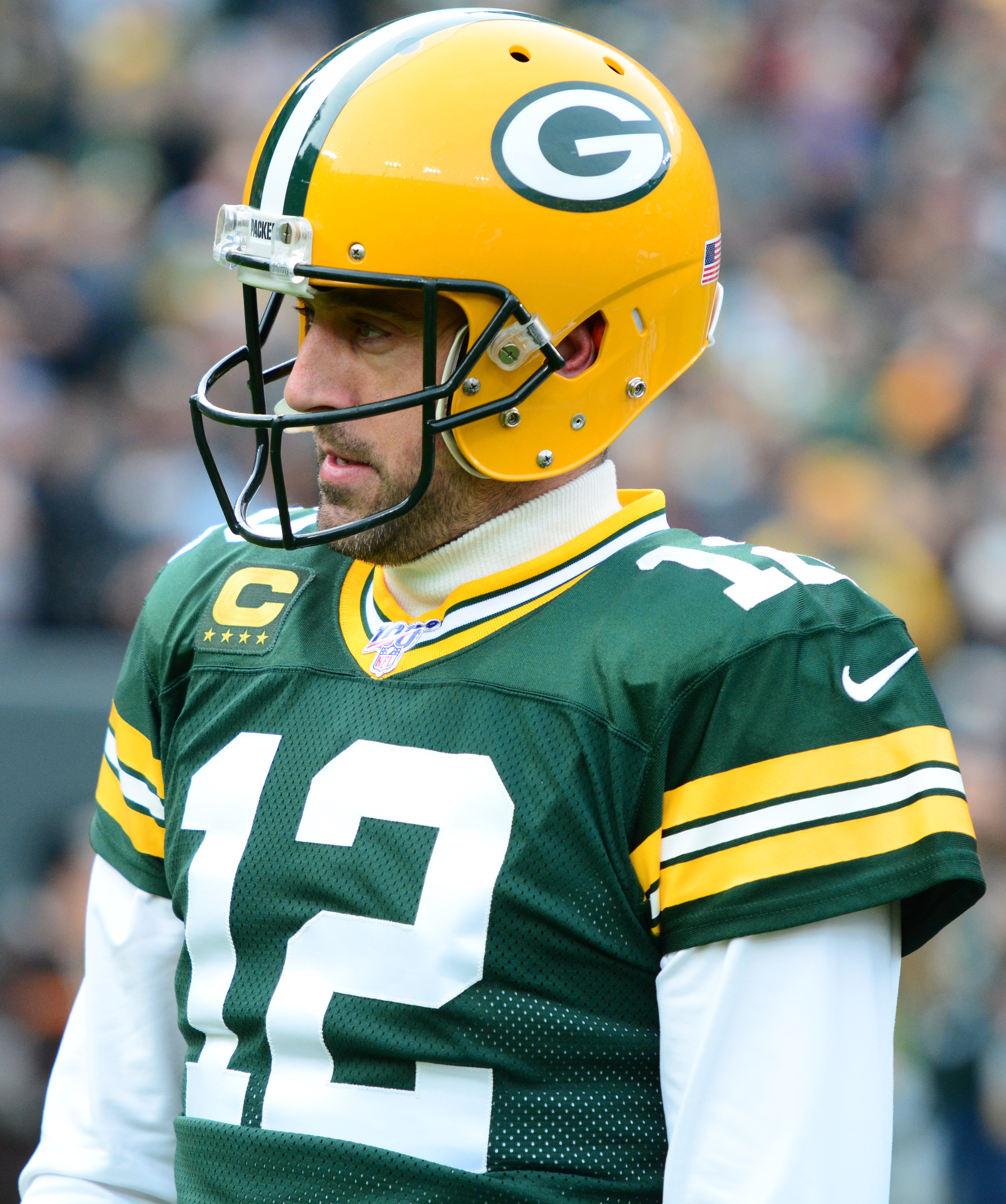
Nel 2021 Aaron Rodgers è stato premiato come MVP della NFL per la quarta volta in carriera, la seconda consecutiva per la prima volta da Peyton Manning nel

| Premio                            | Vincitore        | Ruolo              | Squadra              |
| --------------------------------- | ---------------- | ------------------ | -------------------- |
| MVP della NFL                     | Aaron Rodgers    | Quarterback        | Green Bay Packers    |
| Giocatore offensivo dell'anno     | Cooper Kupp      | Wide receiver      | Los Angeles Rams     |
| Difensore dell'anno               | T.J. Watt        | Outside linebacker | Pittsburgh Steelers  |
| Allenatore dell'anno              | Mike Vrabel      | Allenatore         | Tennessee Titans     |
| Rookie offensivo dell'anno        | Ja'Marr Chase    | Wide receiver      | Cincinnati Bengals   |
| Rookie difensivo dell'anno        | Micah Parsons    | Linebacker         | Dallas Cowboys       |
| Comeback Player of the Year       | Joe Burrow       | Quarterback        | Cincinnati Bengals   |
| Walter Payton NFL Man of the Year | Andrew Whitworth | Offensive tackle   | Los Angeles Rams     |
| PFWA Dirigente dell'anno          | Bill Belichick   | General manager    | New England Patriots |
| MVP del Super Bowl                | Cooper Kupp      | Wide receiver      | Los Angeles Rams     |

### All-Pro
I seguenti giocatori sono stati inseriti nel First-team All-Pro dall'Associated Press:
| Attacco          | Attacco                                                                            |
| ---------------- | ---------------------------------------------------------------------------------- |
| Quarterback      | Aaron Rodgers, Green Bay                                                           |
| Running back     | Jonathan Taylor, Indianapolis                                                      |
| Wide receiver    | Davante Adams, Green Bay Cooper Kupp, Los Angeles Rams Deebo Samuel, San Francisco |
| Tight end        | Mark Andrews, Baltimore                                                            |
| Tackle sinistro  | Trent Williams, San Francisco                                                      |
| Guardia sinistra | Joel Bitonio, Cleveland                                                            |
| Centro           | Jason Kelce, Philadelphia                                                          |
| Guardia destra   | Zack Martin, Dallas                                                                |
| Tackle destro    | Tristan Wirfs, Tampa Bay                                                           |

| Difesa           | Difesa                                                                           |
| ---------------- | -------------------------------------------------------------------------------- |
| Edge rusher      | T.J. Watt, Pittsburgh Myles Garrett, Cleveland                                   |
| Interior lineman | Aaron Donald, Los Angeles Rams Cameron Heyward, Pittsburgh                       |
| Linebacker       | Micah Parsons, Dallas Darius Leonard, Indianapolis De'Vondre Campbell, Green Bay |
| Cornerback       | Trevon Diggs, Dallas Jalen Ramsey, Los Angeles Rams                              |
| Safety           | Kevin Byard, Tennessee Jordan Poyer, Buffalo                                     |

| Placekicker    | Justin Tucker, Baltimore       |
| Punter         | A.J. Cole, Las Vegas           |
| Kick returner  | Braxton Berrios, New York Jets |
| Punt returner  | Devin Duvernay, Baltimore      |
| Special teamer | J.T. Gray, New Orleans         |
| Long snapper   | Luke Rhodes, Indianapolis      |

### Premi settimanali e mensili
| Sett./ mese | Giocatore offensivo della sett./mese     | Giocatore offensivo della sett./mese   | Difensore della sett./mese       | Difensore della sett./mese          | Giocatore degli special team della sett./mese | Giocatore degli special team della sett./mese |
| Sett./ mese | AFC                                      | NFC                                    | AFC                              | NFC                                 | AFC                                           | NFC                                           |
| ----------- | ---------------------------------------- | -------------------------------------- | -------------------------------- | ----------------------------------- | --------------------------------------------- | --------------------------------------------- |
| 1           | Patrick Mahomes QB (Kansas City)         | Matthew Stafford QB (Los Angeles Rams) | Maxx Crosby DE (Las Vegas)       | Chandler Jones LB (Arizona)         | Evan McPherson K (Cincinnati)                 | Bradley Pinion P (Tampa Bay)                  |
| 2           | Derrick Henry RB (Tennessee)             | Kyler Murray QB (Arizona)              | Odafe Oweh LB (Baltimore)        | Mike Edwards S (Tampa Bay)          | Daniel Carlson K (Las Vegas)                  | Mitch Wishnowsky P (San Francisco)            |
| 3           | Josh Allen QB (Buffalo)                  | Matthew Stafford QB (Los Angeles Rams) | Myles Garrett DE (Cleveland)     | Byron Murphy CB (Arizona)           | Justin Tucker K (Baltimore)                   | Mason Crosby K (Green Bay)                    |
| Sett.       | Derek Carr QB (Las Vegas)                | Cooper Kupp WR (Los Angeles Rams)      | Von Miller LB (Denver)           | Trevon Diggs CB (Dallas)            | Jamal Agnew WR/KR (Jacksonville)              | Mitch Wishnowsky P (San Francisco)            |
| 4           | Joe Burrow QB (Cincinnati)               | Daniel Jones QB (New York Giants)      | Tremaine Edmunds LB (Buffalo)    | Trevon Diggs CB (Dallas)            | Rigoberto Sanchez P (Indianapolis)            | DeAndre Carter WR/RS (Washington)             |
| 5           | Lamar Jackson QB (Baltimore)             | Tom Brady QB (Tampa Bay)               | Gregory Rousseau DE (Buffalo)    | Marshon Lattimore CB (New Orleans)  | Nick Folk K (New England)                     | T.J. Edwards LB (Philadelphia)                |
| 6           | Derrick Henry RB (Tennessee)             | Dak Prescott QB (Dallas)               | T.J. Watt LB (Pittsburgh)        | Taylor Rapp S (Los Angeles Rams)    | Matthew Wright K (Jacksonville)               | Matt Prater K (Arizona)                       |
| 7           | Ja'Marr Chase WR (Cincinnati)            | Alvin Kamara RB (New Orleans)          | Yannick Ngakoue DE (Las Vegas)   | Deion Jones LB (Atlanta)            | Rigoberto Sanchez P (Indianapolis)            | Graham Gano K (New York Giants)               |
| 8           | Mike White QB (New York Jets)            | Deebo Samuel WR (San Francisco)        | Adrian Phillips S (New England)  | Micah Parsons LB (Dallas)           | Randy Bullock K (Tennessee)                   | Zane Gonzalez K (Carolina)                    |
| Ott.        | Jonathan Taylor RB (Indianapolis)        | Cooper Kupp WR (Los Angeles Rams)      | Kevin Byard S (Tennessee)        | De'Vondre Campbell LB (Green Bay)   | Tyler Bass K (Buffalo)                        | Blake Gillikin P (New Orleans)                |
| 9           | Justin Herbert QB (Los Angeles Chargers) | Matt Ryan QB (Atlanta)                 | Josh Allen DE (Jacksonville)     | Xavier McKinney S (New York Giants) | Tommy Townsend P (Kansas City)                | Kene Nwangwu RB/KR (Minnesota)                |
| 10          | Patrick Mahomes QB (Kansas City)         | Deebo Samuel WR (San Francisco)        | Xavien Howard CB (Miami)         | Darius Slay CB (Philadelphia)       | E.J. Speed LB (Indianapolis)                  | Zane Gonzalez K (Carolina)                    |
| 11          | Jonathan Taylor RB (Indianapolis)        | Justin Jefferson WR (Minnesota)        | Chris Jones DT (Kansas City)     | Chandler Jones LB (Arizona)         | Evan McPherson K (Cincinnati)                 | Jake Elliott K (Philadelphia)                 |
| 12          | Joe Mixon RB (Cincinnati)                | Leonard Fournette RB (Tampa Bay)       | Patrick Surtain II CB (Denver)   | Rasul Douglas CB (Green Bay)        | Daniel Carlson K (Las Vegas)                  | Thomas Morstead P (Atlanta)                   |
| Nov.        | Jonathan Taylor RB (Indianapolis)        | Justin Jefferson WR (Minnesota)        | J.C. Jackson CB (New England)    | Robert Quinn LB (Chicago)           | Tommy Townsend P (Kansas City)                | Jake Elliott K (Philadelphia)                 |
| 13          | Justin Herbert QB (Los Angeles Chargers) | Jared Goff QB (Detroit)                | T.J. Watt LB (Pittsburgh)        | Jordan Hicks LB (Arizona)           | Michael Palardy P (Miami)                     | Travis Homer RB/KR (Seattle)                  |
| 14          | Justin Herbert QB (Los Angeles Chargers) | George Kittle TE (San Francisco)       | Mike Hughes CB (Kansas City)     | Aaron Donald DT (Los Angeles Rams)  | Brandon McManus K (Denver)                    | Jakeem Grant WR/KR (Chicago)                  |
| 15          | Travis Kelce TE (Kansas City)            | Aaron Rodgers QB (Green Bay)           | Darius Leonard LB (Indianapolis) | Cameron Jordan DE (New Orleans)     | Tremon Smith CB/KR (Houston)                  | Riley Patterson K (Detroit)                   |
| 16          | Joe Burrow QB (Cincinnati)               | Dak Prescott QB (Dallas)               | Tavierre Thomas CB (Houston)     | Foyesade Oluokun LB (Atlanta)       | Braxton Berrios WR/KR (New York Jets)         | Brandon Powell WR/KR (Los Angeles Rams)       |
| Dic.        | Patrick Mahomes QB (Kansas City)         | Aaron Rodgers QB (Green Bay)           | Jerome Baker LB (Miami)          | Aaron Donald DT (Los Angeles Rams)  | Evan McPherson K (Cincinnati)                 | Thomas Morstead P (Atlanta)                   |
| 17          | Ja'Marr Chase WR (Cincinnati)            | Rashaad Penny RB (Seattle)             | T.J. Watt LB (Pittsburgh)        | Cameron Jordan DE (New Orleans)     | Daniel Carlson K (Las Vegas)                  | Matt Prater K (Arizona)                       |
| 18          | Ryan Tannehill QB (Tennessee)            | Dak Prescott QB (Dallas)               | Maxx Crosby DE (Las Vegas)       | Tracy Walker S (Detroit)            | Daniel Carlson K (Las Vegas)                  | Robbie Gould K (San Francisco)                |

| Mese  | Rookie del mese                | Rookie del mese                             |
| Mese  | Offensivo                      | Difensivo                                   |
| ----- | ------------------------------ | ------------------------------------------- |
| Sett. | Ja'Marr Chase WR (Cincinnati)  | Asante Samuel Jr. CB (Los Angeles Chargers) |
| Ott.  | Najee Harris RB (Pittsburgh)   | Nick Bolton LB (Kansas City)                |
| Nov.  | Mac Jones QB (New England)     | Micah Parsons LB (Dallas)                   |
| Dic.  | Amon-Ra St. Brown WR (Detroit) | Micah Parsons LB (Dallas)                   |